# Thomas A. Watson
Thomas Augustus Watson (Salem, 18 de enero de 1854–13 de diciembre de 1934) fue el asistente de Alexander Graham Bell, inventor del teléfono en 1876. Es célebre, por haber sido el receptor de la primera llamada telefónica, porque su nombre se convirtió en las primeras palabras dichas a través de un teléfono. "Mr. Watson - Come here - I want to see you" ("Sr. Watson - Venga - Quiero verlo")
dijo Bell al usar el nuevo invento por primera vez, de acuerdo al libro de notas de su laboratorio.

## Biografía
Nacido en Salem, Massachusetts, Estados Unidos, Watson fue asistente contable y carpintero antes de que encontrara un trabajo más a su gusto en la tienda de máquinas de Charles Williams en Boston. Fue contratado por Alexander Graham Bell, quien entonces se desempeñaba en la Universidad de Boston.
Watson renunció a la Bell Telephone Company en 1881 a la edad de 27 años. Usando el dinero de sus regalías por su participación en la invención del teléfono, Watson primero intentó probar suerte en la agricultura y como actor shakespeareano antes de establecer su propia tienda de máquinas. En 1883 Watson fundó el astillero naval "Fore River Ship and Engine Building Company". Pronto comenzó a tomar ofertas para la construcción de destructores navales, y hacia 1901, la compañía era uno de los astilleros más grandes en América. Más tarde se convertiría en uno de los principales astilleros durante la Segunda Guerra Mundial, después de ser comprado por Bethlehem Steel. El 25 de enero de 1915, Watson concurrió a San Francisco, California para recibir la primera llamada telefónica transcontinental, realizada por Bell desde el Telephone Building en Nueva York. El Presidente Woodrow Wilson y los alcaldes de ambas ciudades también participaron en la llamada.
Watson escribió una autobiografía: Exploring Life: The Autobiography of Thomas A. Watson, en 1926.
A finales de su vida, a la edad de 77 años, al verse impresionado con una reunión con el líder espiritual indio Meher Baba en Inglaterra, Watson colaboró para que Meher Baba fuera a los Estados Unidos en su primera visita en 1931. Al reunirse con Baba, se dice que Watson afirmó: "En mis setenta y ocho años de vida, hoy es la primera vez que experimento lo que es el amor divino. Me he dado cuenta de esto con sólo un toque de Meher Baba". Más tarde, sin embargo, Watson se desencantó con Baba.
Watson murió por una cardiopatía el 13 de diciembre de 1934. Está enterrado en el cementerio norte de Weymouth. Su sepulcro se encuentra  en la parte superior y al lado de la carretera, y tiene un punto de vista que mira directamente a su antiguo astillero, el que consideraba como su mayor logro en la vida.